# Зайфридсбергер, Жаклин
Жакли́н Зайфридсбе́ргер (нем. Jacqueline Seifriedsberger; род. 20 января 1991 года, Рид) — австрийская прыгунья с трамплина, многократный призёр чемпионатов мира, победительница этапов Кубка мира.

## Карьера
Дебютировала на международной арене 13 августа 2003 года на этапе летнего гран-при в Бишофсхофене, где заняла 11-е место. Три года спустя впервые поднялась на подиум этапа континентального кубка, став третьей на этапе в японском Дзао.
3 декабря 2011 на первом в истории женском старте Кубка мира заняла 13-е место. 12 февраля 2012 завоевала первый подиум Кубка мира, став третьей на этапе в Словении. В следующем сезоне Жаклин одержала первую победу (в Саппоро), стала четвёртой в общем зачете и завоевала две медали чемпионата мира — серебро в командном первенстве среди смешанных команд и бронзу в личном первенстве.
На чемпионате мира 2025 года в Тронхейме в командном соревновании с нормального трамплина в составе Австрии завоевала серебряную медаль. В смешанном командном соревновании завоевала бронзовую медаль. 

## Победы в Кубке мира
| Сезон   | Дата           | Место   | Трамплин |
| ------- | -------------- | ------- | -------- |
| 2012/13 | 3 Февраля 2013 | Саппоро | HS 100   |

##### Результаты в Кубке мира
| 2013/14 Итоги | 2013/14 Итоги | Норвегия | Норвегия | Германия | Германия | Россия | Россия | Япония | Япония | Япония | Япония | Словения | Словения | Австрия | Австрия | Румыния | Румыния | Норвегия | Швеция | Швеция | Словения |
| Очков         | Место         | См       | Инд      | Инд      | Инд      | Инд    | Инд    | Инд    | Инд    | Пол    | Пол    | Инд      | Инд      | Инд     | Инд     | Инд     | Инд     | Инд      | Инд    | Инд    | Инд      |
| 45            | 26            | 2        | 5        | —        | —        | —      | —      | —      | —      | —      | —      | —        | —        | —       | —       | —       | —       | —        | —      | —      | —        |

| 2012/13 Итоги | 2012/13 Итоги | Норвегия | Норвегия | Россия | Россия | Австрия | Германия | Германия | Германия | Германия | Япония | Япония | Япония | Япония | Словения | Словения | Норвегия | Норвегия |
| Очков         | Место         | См       | Инд      | Инд    | Инд    | Инд     | Инд      | Инд      | Инд      | Инд      | Инд    | Инд    | Инд    | Инд    | Инд      | Инд      | Инд      | Инд      |
| 817           | 4             | 12       | 9        | 7      | 4      | 6       | 3        | 8        | 4        | 3        | 2      | 1      | 2      | 2      | —        | —        | 3        | 3        |